# ألياف الأنسجة الداعمة
ألياف الأنسجة الداعمة (بالإنجليزية: Periodontal fiber) تختصر عادة بـ(PDL)، هي مجموعة من الألياف المتخصصة من النسيج الضام والتي تقوم بربط السن بالعظم السنخي في موقعه.

## التكون
تنشأ ألياف الأنسجة الداعمة بشكل مماثل لنشوء العظم السنخي (alveolar bone)، تنشأ من الحويصلة السنية (dental sac) لبرعم السن.

## الخصائص
وظائف ألياف الأنسجة الداعمة هي الدعم، الإحساس، التغذية وإعادة البناء.
مادة ألياف الأنسجة الداعمة يقدر بأن 70% منها ماء، وبذلك يعتقد بأن لهذا تأثير كبير على قدرة الأسنان على تحمل الضغوط التي تتعرض لها. اكتمال وحيوية ألياف الأنسجة الداعمة ضرورية لعمل الأسنان.
يتراوح عرض ألياف الأنسجة الداعمة من 0.15 إلى 0.38 مم ويقع أرفع جزء منها في الثلث الأوسط من الجذر.
ألياف الأنسجة الداعمة هي جزء من الأنسجة الداعمة والتي تعمل على ارتباط الأسنان من الملاط إلى العظم السنخي المحيط بالأسنان.
تظهر ألياف الأنسجة الداعمة كمسافة حول سنية ما بين 0.4 إلى 1.5 مم على صور الأشعة، هي منطقة شفيفة للأشعة ما بين الصفيحة الجافية (lamina dura) للعظم السنخي بالخاصة والملاط الغير منفذ للأشعة.
هناك خلايا تسمى الخلايا الرائدة (progenitor cells) في الرباط حول السني والتي يمكن أن تتميز إلى خلايا بانية العظم (osteoblasts) من أجل الحفاظ الوظيفي للعظم السنخي على الأغلب من أجل إصلاحه أيضاً.

## التركيب
يتكون الرباط حول السني من خلايا، وجزء خارج خلوي من الألياف. الخلايا عبارة عن أرومة الليف (fibroblast)، خلايا ظهارية (epithelial cells)، خلايا اللحمية المتوسطة الغير متمايزة (undifferentiated mesenchymal cells)، خلايا العظم والملاط. توجد أيضًا بقايا الخلايا المالاسية الظهارية (epithelial rests of Malassez)، مجموعات الخلايا الظهارية هذه تصبح عالقة في الرباط حول السني الناضج بعد انحلال غمد هيرتفيج الظهاري الجذري (Hertwig epithelial root sheath) أثناء تكون الجذر. الجزء الخارج خلوي يتكون من النوع 1 والنوع 3 والنوع 5 من حزم ألياف الكولاجين المضمنة في المادة بين الخلوية. ألياف الكولاجين للرباط حول السني مصنفة حسب اتجاههم ومكانهم على السن.[./ألياف_الأنسجة_الداعمة#cite_note-:0-2 [2]] الجزء الخارج خلوي يتكون من النوع 1 والنوع 3 والنوع 5 من حزم ألياف الكولاجين المضمنة في المادة بين الخلوية. ألياف الكولاجين للرباط حول السني مصنفة حسب اتجاههم ومكانهم على السن.

### الرباط السني السنخي
مجموعة الألياف الرئيسية الأساسية هي الرباط السني السنخي (alveolodental ligament)، والذي يتكون من خمس مجموعات فرعية: ألياف النتوء السنخي، الأفقية، المائلة، القمية، وما بين الجذور في الأسنان التي يوجد بها أكثر من جذر. الألياف الرئيسية الأخرى هي ألياف عبر الحاجز.
كل هذه الألياف تساعد السن على تحمل قوى الانضغاط الطبيعية التي تنتج أثناء المضغ وتبقى موجودة في العظم. نهاية الألياف الرئيسية الموجودة في الملاط أو العظم السنخي تعتبر ألياف شاربي (Sharpey fibers).

#### ألياف النتوء السنخي
ألياف النتوء السنخي ((Alveolar crest fibers (I) تبدأ من الجزء العنقي من الأسنان وتنتهي في حافة العظم السنخي.

#### الألياف الأفقية
الألياف الأفقية ((Horizontal fibers (J) ترتبط بالملاط قمية لألياف النتوء السنخي وتسير بشكل عمودي من جذر السن إلى العظم السنخي.

#### الألياف المائلة
الألياف المائلة ((Oblique fibers (K) هي الأكثر عدداً في الرباط حول السني، والتي تسير من الملاط بشكل مائل لتصل إلى العظم التاجي.

#### الألياف القمية
الألياف القمية (Apical fibers) تخرج بشكل مشع من الملاط حول قمة الجذر إلى العظم لتشكل قاعدة جيب السن أو سنخ السن.

#### ألياف بين الجذور
ألياف بين الجذور (Interradicular fibers) توجد فقط بين جذور الأسنان التي لديها أكثر من جذر واحد. مثل الضواحك والضروس. تمتد من الملاط الجذري إلى العظم السنخي بين الجذور.

### ألياف عبر الحاجز
ألياف عبر الحاجز ((Transseptal fibers (H) تمتد ما بين الأسنان فوق العظم السنخي إلى ملاط الأسنان المجاورة، لتكون رباط بين السني. هذه الألياف تبقي كل الأسنان مصطفة. هذه الألياف قد يعتبر أنها تابعة للنسيج اللثوي لأنها لا ترتبط بالعظم.

## في علم الأمراض
قد ينتج عن الإضرار بألياف الأنسجة الداعمة قَسط الأسنان (ankylosis) بعظم الفك، لتجعل السن يفقد قدرته على البزوغ المستمر. رضح الأسنان مثل الخلع الجزئي قد يسبب قطع الأربطة حول السنية والألم خلال عمل الأسنان (الأكل).
بقايا الخلايا المالاسية الظهارية يمكن أن تصبح كيسة، عادة ما تكوِّن آفات قمية غير تشخيصية شفيفة للأشعة يمكن رؤيتها على صور الأشعة. يحدث هذا نتيجة الالتهاب المزمن حول القمي ويحدث بعد التهاب اللب، ويجب أن تتم إزالته جراحيًا.
يحدث للأربطة حول السنية تغيرات شديدة بوجود مرض مزمن حول سني يتضمن التراكيب الأعمق من النسيج الداعم مع التهابه. ألياف الأنسجة الداعمة تصبح غير مرتبة، واتصالها بالعظم السنخي أو الملاط بألياف شاربي تفقد بسبب امتصاص واحد من هذين الأنسجة الصلبة.
عندما تؤثر قوى إطباق رضخية على الأسنان يصبح الرباط حول السني أكثر عرضًا ليتحمل قوى أكثر. بهذا الرضخ الإطباقي المبكر يمكن أن يرى في صور الأشعة كاتساع في منطقة الأربطة حول السنية. يمكن أن يحدث أيضًا تغليظ الصفيحة الجافية (lamina dura) كرد فعل. إكلينيكياً الرضخ الإطباقي يعرف بمظاهره الأخيرة من زيادة حركة الأسنان وزيادة نزوح الأسنان المرضية.

## روابط خارجية
- Max A. Listgarten, University of Pennsylvania and Temple University at http://www.dental.pitt.edu/informatics/periohistology/en/gu0401.htm
- Structure of periodontal tissues in health and disease, Nanci and Bosshardt, Periodontology 2000, Vol. 40, 2006, 11–28 at https://web.archive.org/web/20131109221718/http://www.nancicalcifiedtissuegroup.com/documents/Nanci%202006.pdf